# Netelia madagascariensis
Netelia madagascariensis là một loài tò vò trong họ Ichneumonidae.